# Gustav von Lambsdorff

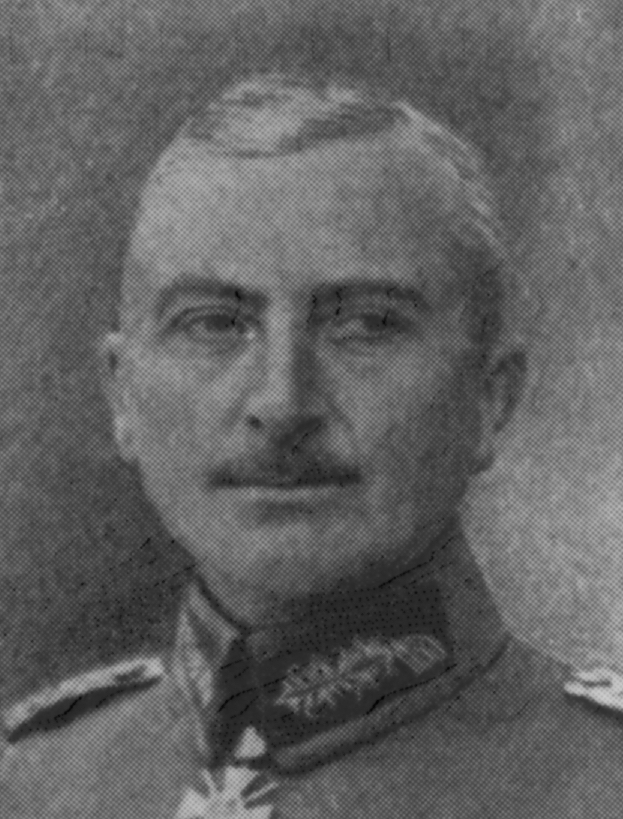
Gustav Graf von Lambsdorff

Gustav Richard Wilhelm Freiherr von der Wenge Graf von Lambsdorff (* 18. März 1867 in Groß-Bersteln, Kurland; † 22. Dezember 1937 in Göttingen) war ein preußischer Generalleutnant.

## Leben

### Herkunft
Gustav war ein Sohn des Adelsmarschalls des Kreises Bauske Nikolaus Freiherr von der Wenge Graf von Lambsdorff (1828–1891) und dessen Ehefrau Maria, geborene Baronin von Hahn (1834–1908). Er hatte noch drei Brüder, darunter der preußische Regierungspräsident Georg von Lambsdorff (1863–1935).

### Militärkarriere
Nach seinem Abitur studierte Lambsdorff zunächst an der Universität Göttingen und trat am 1. April 1885 als Einjährig-Freiwilliger in das dort stationierte 2. Hessische Infanterie-Regiment Nr. 82 der Preußischen Armee ein. Unter Beförderung zum Fahnenjunker erfolgte Mitte August 1885 seine Versetzung nach Berlin in das Kaiser Franz Garde-Grenadier-Regiment Nr. 2. Dort avancierte er bis Mitte September 1886 zum Sekondeleutnant und versah ab Mitte November 1893 Dienst als Premierleutnant im Großherzoglich Mecklenburgischen Grenadier-Regiment Nr. 89. Zugleich absolvierte er 1893/96 zur weiteren Ausbildung die Kriegsakademie. Ab 1. April 1897 war Lambsdorff zunächst auf ein Jahr zur Dienstleistung beim Großen Generalstab kommandiert. Dieses Kommando verlängerte sich um ein weiteres Jahr, bis er schließlich am 25. März 1899 mit der Beförderung zum überzähligen Hauptmann und unter Belassung in seinem Kommando als aggregiert in den Generalstab der Armee versetzt wurde. Unter weiterer Belassung im Großen Generalstab wurde er kurz darauf in eine etatsmäßige Hauptmannstelle des Generalstabes der Armee eingereiht und am 22. März 1900 unter Stellung à la suite zum zweiten Adjutanten des Chefes des Generalstabes der Armee ernannt. Mitte September 1902 trat Lambsdorff als Kompaniechef im 2. Garde-Regiment zu Fuß in den Truppendienst zurück. Daran schloss sich am 16. Februar 1904 eine Verwendung als diensttuender Flügeladjutant von Kaisers Wilhelm II. an. In dieser Eigenschaft Ende Mai zum Major befördert, wurde er unter Belassung in seiner Stellung vom 2. Juni 1904 bis zum 19. Dezember 1905 als Militärattaché bei der deutschen Botschaft in Sankt Petersburg kommandiert. Zugleich war Lambsdorff ab Oktober des gleichen Jahres dem russischen Kaiser Nikolaus II. attachiert und dessen Hauptquartier zugeteilt. Nach seiner Rückkehr nach Deutschland war er vom 9. Februar 1906 bis zum 30. September 1908 Kommandeur des II. Bataillons im 1. Garde-Regiment zu Fuß. Anschließend wurde Lambsdorff unter Überweisung zum Generalstab des Gardekorps erneut in den Generalstab der Armee versetzt und Ende April 1911 zum Oberstleutnant befördert. Am 19. Dezember 1911 erfolgte seine Ernennung zum Chef des Generalstabs des X. Armee-Korps in Hannover.
Am 1. Oktober 1913 zum Oberst befördert, nahm er zu Beginn des Ersten Weltkriegs unter seinem Kommandierenden General von Emmich an den Schlachten bei St. Quentin und an der Marne teil. Im Mai 1915 wurde er Generalstabschef der an der Westfront stehenden 6. Armee. Ende November 1915 wechselte er in das Hauptquartier der an der Ostfront stehenden 9. Armee und wurde Generalstabschef der Heeresgruppe des Prinzen Leopold von Bayern. Vom 8. September 1916 bis zum 31. Oktober 1917 war er Kommandeur der 32. Infanterie-Brigade, stieg Ende Januar 1917 zum Generalmajor auf und befehligte anschließend die 30. Infanterie-Division in der Schlacht von Cambrai und im Frühjahr 1918 bei der deutschen Frühjahrsoffensive.
Am 21. Dezember 1918 wurde er Kommandeur der 81. Reserve-Division im Baltikum und vom 30. Dezember 1918 bis 18. März 1919 der 37. Infanterie-Division. Nach dem Ende der Kämpfe in Kurland schied Lambsdorff aus den aktiven Dienst und erhielt am 22. November 1919 mit Dienstalter vom 7. August 1919 den Charakter als Generalleutnant.
Seit dem Sommersemester 1924 war Lambsdorff als Lektor der russischen Sprache an der TH Hannover tätig.

### Familie
Lamsdorff hatte sich am 5. April 1899 in Berlin mit Anna von Sydow (* 1877) verheiratet. Aus der Ehe gingen drei Töchter hervor:
- Marianne (* 1900) ⚭ 1922 Detlef Bock von Wülfingen
- Ursula (* 1902) ⚭ 1928 Otto von Tschirschky und Bögendorff
- Gerda (* 1906)

⚭ 1930 Alfred Haupt († 1939, gefallen), geschieden 1936
⚭ 1939 Alfred Schulz

## Veröffentlichungen
- Deutsch-russisches militärisches Wörterbuch: mit einem Anhang. Baldamus, Leipzig 1898.
- Russizismen in neuer Rechtschreibung. Mittler, Berlin 1927.
- Diplomatie des Vatikans zur Zeit des Imperialismus, gemeinsam mit Evgenik Adamov, Hobbing Verlag Berlin 1932.
- Die Militärbevollmächtigten Kaiser Wilhelms II. am Zarenhofe. 1904–1914. Schlieffen-Verlag, Berlin 1937.